# Bodega Devinssi

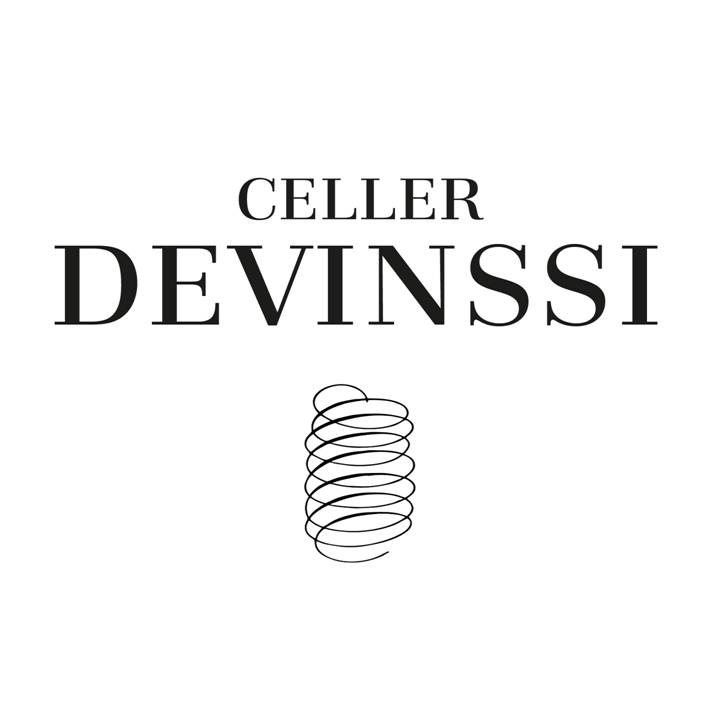
El logo de la Bodega Devinssi

Bodega Devinssi (en catalán Celler Devinssi) es una bodega española de la Denominación de Origen Calificada Priorato, situada en la población de Gratallops. Se elaboren las siguientes marcas: Il·lia (91 puntos en la "Guía Peñín" de 2016), Mas de les Valls (tinto y blanco), Cupatge i Rocapoll (92 puntos en la "Guía Peñín" de 2016). La bodega ofrece también el apadrinamiento de viñas como forma de venta a la avanzada.

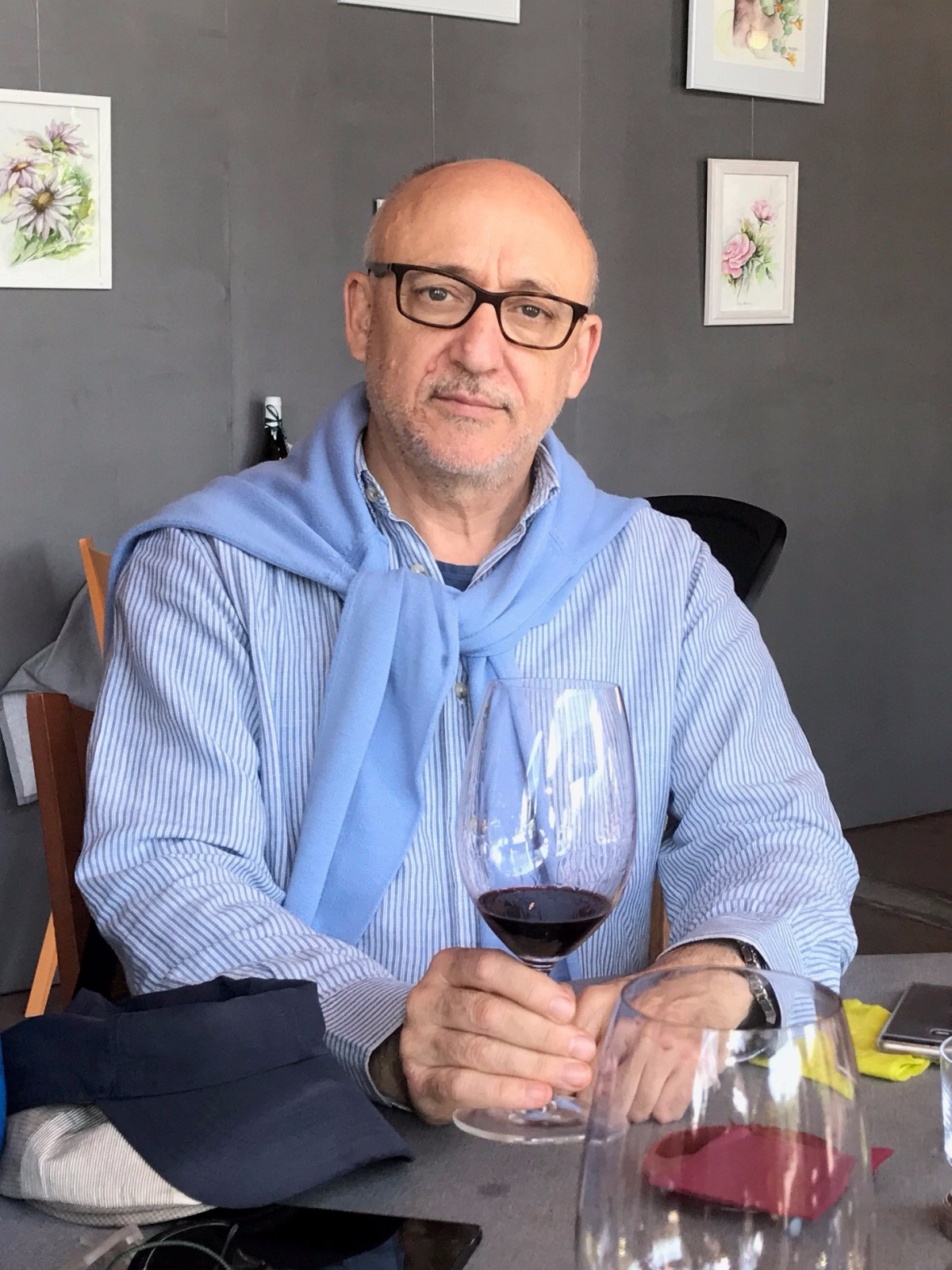
Josep Roca Benito

## Historia
En el año 2000 nace Devinssi, empresa dedicada a la elaboración de vinos, fundada por Josep Roca Benito, Master en Enología y Viticultura. En 2001 se plantan las primeras viñas en la finca Les Planes, en Gratallops y se empieza la construcción de una pequeña bodega en el mismo pueblo, centro neurálgico del Priorato. Los primeros vinos se elaboran a partir de cosechas de pequeñas fincas de viñas viejas de garnacha y Cariñena situadas en Gratallops y La Vilella Baixa. En el año 2005 se recupera una finca de viñedos viejos de Cariñena para elaborar el vino Rocapoll (vi de vila). 

## Galería de imágenes

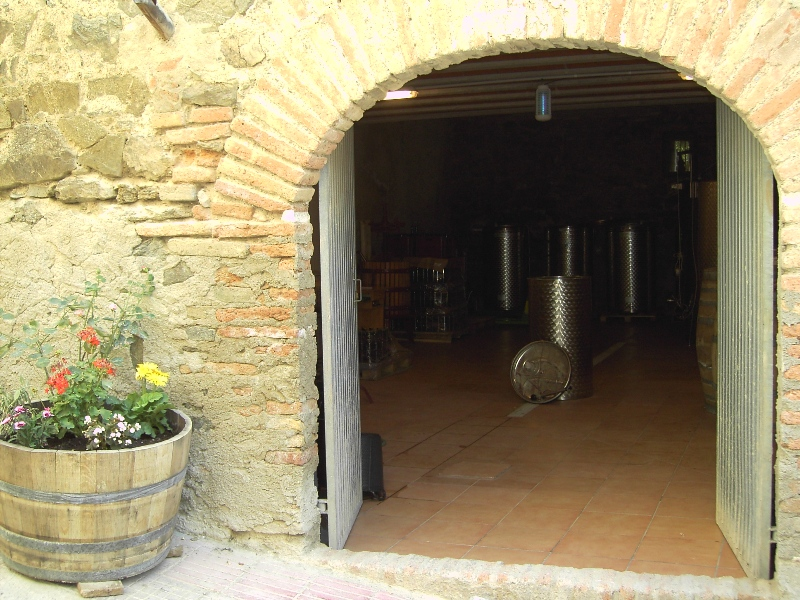
Entrada a la Bodega Devinssi, Gratallops
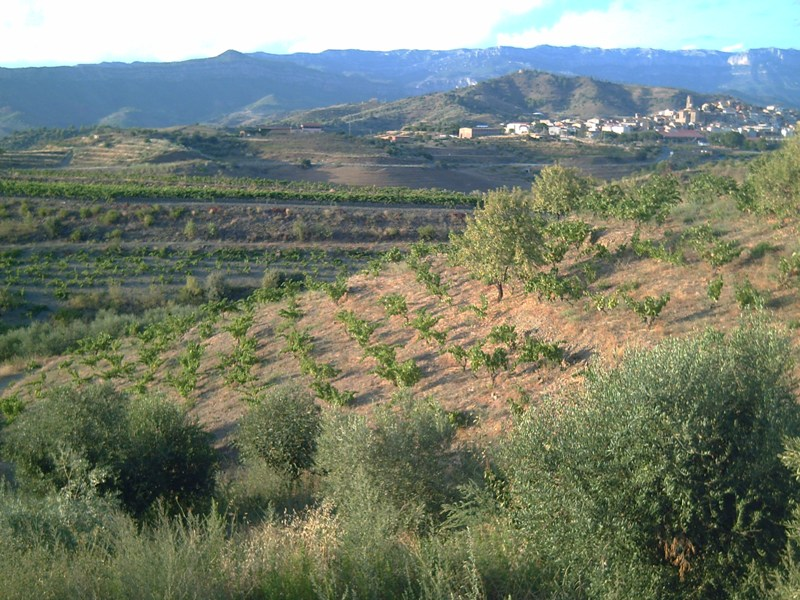
La Finca Rocapoll, Gratallops
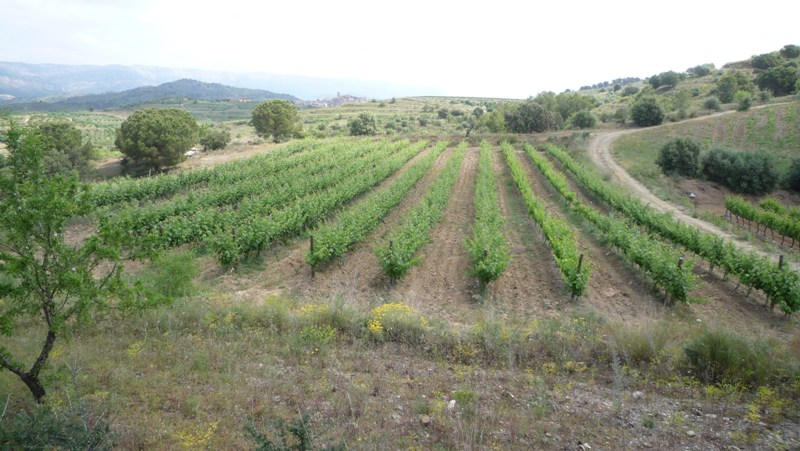
La Finca Les Planes, Gratallops

- Datos: Q3774805
- Multimedia: Devinssi Winery / Q3774805